# Lee Kang-seok
Lee Kang-seok (n. 28 februarie 1985, Uijeongbu, Coreea de Sud) este un patinator de viteză ce a reprezentat Coreea de Sud, medaliat olimpic. A participat la 3 ediții ale Jocurilor Olimpice (2006, 2010, 2014) în care a câștigat o medalie de aur.